# إستر تشابا
كانت إستر تشابا (14 ديسمبر 1970 22 أكتوبر 1904) جراحة مكسيكية، مثقفة، كاتبة، نسوية، منادية بمنح المرأة حق الاقتراع، نقابية، وناشطة في حقوق المرأة والطفل. تخصصت في ممارستها الطبية في التحليل السريري وعلم الأحياء الدقيقة، وقامت بتدريس علم الأحياء الدقيقة في الجامعة الوطنية المستقلة في المكسيك.

## النشأة
ولدت إستر تشابا في 22 أكتوبر 1904 في تاماوليباس لفيرجينيا تيجيرينا وكويرينو تشابا. كان لديها أربعة أشقاء.

## الحياة المهنية
قامت تشابا بتدريس علم الأحياء الدقيقة في جامعة المكسيك الوطنية المستقلة.
عملت كرئيسة للمدرسة الوطنية للتمريض، وشاركت في تأسيس نقابة الجراحين ونقابة عمال الخدمة.

## منح المرأة حق التصويت
كانت تشابا عضوًا في الجبهة الواحدة المؤيدة لحقوق المرأة (FUPDM) مع الدكتورة ماتيلد رودريغيز كابو. تعرفت تشابا وكابو على بعضهما البعض أثناء وجودهما في كلية الطب وأقاما إصلاحات للمساعدة في السجون ورعاية النساء والأطفال. أنشأ كابو وتشابا معًا جبهة واحدة في المكسيك عام 1935. من أجل التحقيق في القضايا المذكورة، أنشأت تشابا وعدد قليل من النساء الأخريات "Leona Vicarío" لدراسة القضايا الخاصة بالعائلات المكسيكية و «مكانة المرأة كأم وزوجة».
في اجتماع يونيو 1934 جادل المنشقون الماركسيون مثل تشابا، بأن الفقر كان سببًا كبيرًا لانتشار الدعارة في المنطقة. دافعت تشابا من أجل ثورة ماركسية لوقف تنظيم الدعارة واستخدام الأموال الحكومية للتعليم والإصلاحات الاجتماعية بدلاً من ذلك. كانت أيضًا ناشطة في مجال حقوق الإجهاض والمساواة والحق في التصويت وأن تكون عضوًا سياسيًا نشطًا في المجتمع. كانت تعتقد أن النساء أكثر رءوسًا من الرجال ويمكنهن إدخال وجهات نظر جديدة في هذا المجال. كانت وجهة نظرها أقل أمومية من النساء الأخريات في المجموعة. وقد منحت بلدان كثيرة بالفعل حقوق المرأة لشعوبها. ومع ذلك، أصر تشابا على اتباع أسلوب الاتحاد السوفيتي: يجب أن تتمتع المرأة بالمساواة مع الرجل بدلاً من أن يمنح الرجل المساواة من خلال التشريع.
قارن كتاب تشابا El derecho al voto para la mujer عام 1936 النساء بالسجناء والمرضى في ملاجئ المضطربين عقليًا، حيث لم يُسمح لهم أيضًا بالتصويت وكانوا مقيدين في الأنشطة التي يمكنهم القيام بها.

## نشاطات أخرى
عملت تشابا على إنشاء سجن للنساء من خلال المنع الاجتماعي في السجن الفيدرالي. كانت أيضًا مديرة لجنة المساعدة لأطفال الشعب الإسباني (للاجئين في الحرب الأهلية الإسبانية).
بعد فوز جبهة يونيكو بمنح المرأة حقوقًا متساوية في عام 1958، أصبحت تشابا مستشارة دولية وقامت برحلات متكررة إلى الصين لتعزيز العلاقات بين دولتي الصين والمكسيك.

## أعمال مختارة
- El derecho de voto para la mujer. Frente Único Pro Derechos de la Mujer. 1936. مؤرشف من الأصل في 2021-12-19.
- Las mujeres mexicanas (مع ميغيل أليمان) (1945)
- La mujer en la política en el próximo sexenio (1946)
- El problema de la penitenciaría del Distrito Federal (1947)
- Apuntes de prácticas de microbiología (مع Pedro Pérez Grovas) (1941)